# Wright (Wyoming)
Wright és una població dels Estats Units a l'estat de Wyoming. Segons el cens del 2000 tenia 1.347 habitants.

## Demografia
Segons el cens del 2000, Wright tenia 1.347 habitants, 475 habitatges, i 388 famílies. La densitat de població era de 189,1 habitants/km².
Dels 475 habitatges en un 48,4% hi vivien nens de menys de 18 anys, en un 68,6% hi vivien parelles casades, en un 7,2% dones solteres, i en un 18,3% no eren unitats familiars. En el 15,4% dels habitatges hi vivien persones soles l'1,9% de les quals corresponia a persones de 65 anys o més que vivien soles. El nombre mitjà de persones vivint en cada habitatge era de 2,84 i el nombre mitjà de persones que vivien en cada família era de 3,15.
Per edats la població es repartia de la següent manera: un 33,9% tenia menys de 18 anys, un 6,6% entre 18 i 24, un 34,7% entre 25 i 44, un 23,3% de 45 a 60 i un 1,6% 65 anys o més.
L'edat mediana era de 34 anys. Per cada 100 dones de 18 o més anys hi havia 107,2 homes.
La renda mediana per habitatge era de 53.125 $ i la renda mediana per família de 55.764 $. Els homes tenien una renda mediana de 46.058 $ mentre que les dones 22.955 $. La renda per capita de la població era de 20.126 $. Entorn del 3,9% de les famílies i el 6,1% de la població estaven per davall del llindar de pobresa.